# Paul Polansky (Autor)

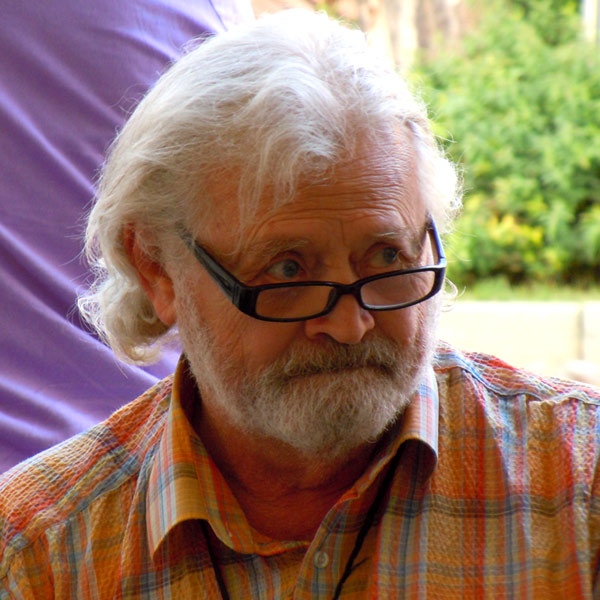
Paul Polansky (2011)

Paul J. Polansky (* 1942 in Mason City, Iowa; † 26. März 2021) war ein US-amerikanischer Autor und Roma-Aktivist, der sich für die Rechte der Roma in Mitteleuropa und auf dem Balkan einsetzte. Er lebte auch mit Roma in den letzten zehn Jahren, um ihre sprachliche Geschichte zu erforschen, und hat verschiedene Bücher über deren Leben in Tschechien und dem Kosovo, Serbien und Mazedonien geschrieben. Zuletzt leitete er die Kosovo Roma Refugee Foundation (KRRF), eine NGO, die mit den UN Camps im Nord-Kosovo zusammenarbeitet. Ab Juli 1999 bis September 2009 war er Leiter des Einsatzes für die Gesellschaft für bedrohte Völker im Kosovo und Serbien. Im Dezember 2004 hat er den Menschenrechtspreis der Stadt Weimar erhalten.

## Autor
Polansky hat 27 Bücher publiziert. Darunter befinden sich 18 Gedichtbände sowie nicht-fiktive Bücher – zum Beispiel UN-Leaded Blood, welches den Tod zahlreicher Kinder durch Vergiftung in den UN Camps im Nord-Kosovo beschreibt.

## Publikationen
- mit Otakar Dvořák: Antonín Dvořák, My Father. Czech Historical Research Ctr, 1993, ISBN 0-9636734-0-8.
- Living Through It Twice: Poems Of The Romany Holocaust (1940–1997). G PLUS G editions, 1998, ISBN 80-86103-11-0.
- Black Silence: The Lety Survivors Speak. G PLUS G editions, 1998, ISBN 0-89304-241-2.
- Not a Refugee; The Plight of the Kosovo Roma (Gypsies) After the 1999 War. Voice of Roma editions, 2000.
- The River Killed My Brother. Norton Coker editions, 2001, ISBN 1-879457-75-X.
- The Blackbirds of Kosovo. Left Curve Publications, 2001.
- Bus Ride in Jerusalem. Roma Refugee Fund, 2003.
- To UNHCR, with Love. Divus editions, 2003, ISBN 80-86450-27-9.
- Kosovo Blood. published by KRRF, 2004.
- Sarah’s People: Nish Cemetery Poems & Photos. published by KRRF, 2005.
- UN-leaded Blood. published by KRRF, 2005, ISBN 1-879457-95-4.
- Safari Angola. self produced, 2006.
- Gypsy Taxi. self produced, 2007.
- One blood, one flame: the oral histories of the Yugoslav gypsies before, during and after WWII. Kosovo Roma Refugee Foundation, 2008, ISBN 978-1-879457-72-0.
- Undefeated. Multimedia Edizioni, 2009.
- Deadly Neglect. self produced, 2010.
- Boxing Poems. Volo Press edizioni, 2010.
- Poesie. Damocle Edizioni, 2011.
- The Storm. CreateSpace Independent Publishing Platform, 2011, ISBN 978-1-4637-5540-9.
- Black Silence. CreateSpace Independent Publishing Platform, 2011, ISBN 978-1-4662-9574-2.
- La mia vita con gli zingari. Datanews, 2011, ISBN 978-88-7981-325-9.
- The silence of the violins. – Il silenzio dei violini. con Roberto Malini, Il Foglio Letterario, 2012.
- The hand of God. – La mano di Dio. con Roberto Nassi, Il Foglio Letterario, maggio, 2012.
- Cry, Gypsy, poems of Germany’s Forced Deportations of Kosovo. Volo Press edizioni, 2012.

## Film
Polansky hat den Film Gypsy Blood produziert, der als best informative film 2005 beim Golden Wheel International Film Festival in Skopje ausgezeichnet wurde.